# Трети пехотен бдински полк
Трети пехотен бдински полк е български пехотен полк, взел участие във войните по време на Третото българско царство.
Маршът на полка „Бдинци – лъвове, титани“ е сред най-известните български военни маршове. Широко популярен е във Видин, където го предлагат за марш на града.

## Формиране
Трети пехотен бдински полк е формиран в рамките на първите 8 полка от българската войска под името Трети пеши бдински полк с Указ №41 на 12 октомври 1884 г. с щаб във Видин. Наименуван е на Бдин – средновековното име на града.
В състава му влизат Ломпаланска № 7 пеша дружина, Берковска № 9 пеша дружина и Свищовска № 15 пеша дружина, като от тях са формирани 4 дружини, именувани от 1-ва до 4-та, всяка от които с по 4 роти, именувани от 1-ва до 16-а. Образувана е и 5-а запасна/резервна дружина.
С указ №50 от 13 септември 1885 г. за командир на полка е назначен капитан Иван Попов, а за командири на 4-те дружини – съответно капитаните Александър Фудулаки, Стефан Тошев, Павел Христов и Симеон Караиванов.
С указ №58 от 21 септември 1885 г. капитан Фудулаки е отчислен от полка и е назначен за командир на 1-ва дружина във 2-ри струмски полк, а нейният командващ капитан Георги Марчин – за командир на 1-ва дружина от Бдинския полк. Също така командирът на полка капитан Иван Попов е назначен за командващ на запасната дружина на 1-ви пехотен Софийски на Негово височество полк, като за командир на бдинския полк е назначен капитан Марин Маринов.
На 7 октомври се получава заповед на военния министър до 5-а дружина и на следващия ден командирът на дружината капитан Ганчо Георгиев изпраща по тревога 1-ва рота, съставена от 326 души, към Кула и 2-ра рота (с 270 души) – към Белоградчик. С друга заповед също от 7 октомври половин рота от 5-а дружина е изпратена в Брегово за наблюдение на река Тимок от устието към Черномашница.
Към 23 октомври 2 дружини от полка са авангард в Дупница, други 2 са частен резерв, едната във Филиповци. На 1 ноември 2-ра, 4-та и 5-а рота от запасната дружина влизат в състава на главния резерв.

## Сръбско-българска война (1885)
През Сръбско-българската война (1885) полкът е под командването на капитан Марин Маринов и влиза в състава на Трънския отряд от Западния корпус.
Полкът участва в боевете при Врабча на 3 ноември и при Сливнишката позиция. Към 4 октомври капитан Маринов извършва контролирано изтегляне от Трън към Брезник; пленени са 10 сърби, а от българска страна има само 4 ранени.
Полкът води бойни действия при Три уши (7 ноември). Там е тежко ранен командирът на полка капитан Маринов, който умира от раните си на 18 декември същата година.
На 16 октомври 1891 г. подполковник Караиванов е назначен за командир на 11-и пеши сливенски полк, а на негово място за командир на полка е назначен командира на 17-и пеши доростолски полк подполковник Кънчо Кънчев.

## Балкански войни (1912 – 1913)
През Балканската война (1912 – 1913) полкът се командва от полковник Георги Тенев и като част от Шеста пехотна бдинска дивизия влиза в състава на Трета българска армия. След смъртта на полковник Тенев при нощното турско нападение при Чаталджа командването на полка се поема временно от полковник Йордан Велчев, а 2 месеца по-късно командир става полковник Иван Петров.
През Междусъюзническата война (1913) полкът е в състава на Шеста пехотна бдинска дивизия, която в началото на войната е в състава на Трета армия, а по-късно е извадена от нея и е дадена в разпореждане на главното командване.

## Първа световна война (1915 – 1918)
През Първата световна война (1915 – 1918) полкът е в състава на 1-ва бригада от 6-а пехотна бдинска дивизия.
В началото на българското участие във войната полкът разполага със следния числен състав, добитък, обоз и въоръжение:
| Числен състав                                       | Добитък             | Обоз                                                    | Въоръжение                           |
| --------------------------------------------------- | ------------------- | ------------------------------------------------------- | ------------------------------------ |
| Офицери: 65 Чиновници: 4 Подофицери и войници: 5258 | Коне: 452 Волове: 8 | Обикновени коли: 73 Товарни коли: 207 Специални коли: 4 | Пушки и карабини: 4517 Картечници: 4 |

Трети полк води боеве при Червената стена. Съгласно сключената конвенция през септември 1918 година остава в заложничество. След подписване на примирието полкът се разформирова. По-късно, съгласно предписание №4448 от 1919 година, на 1 юли 1919 година полкът се формира отново, като кадри се вземат от 3-та и 36-а пехотна допълваща дружина.
Преди предаването командирът на полка полковник Минчо Сотиров и знаменосецът подофицер Ангел И. Петров решават да спасят знамето на полка, свалят скъпия плат от дървената дръжка и го скриват. Построяват целия полк и при тържествена обстановка дръжката на знамето, както е била с калъфа, се изгаря, като се оставя впечатлението, че това се прави, за да не се предаде то в плен. На 12 октомври 1919 г. знамето е върнато и на 31 октомври 1926 г. при тържествена обстановка пред очите на цялото видинско гражданство и запасното воинство знамето е наградено със сребърна гривна за спасяването му от плен. В същия ден са наградени и командирът на полка о.з. полковник М. Сотиров и знаменосецът от запаса подофицер Ангел И. Петров със значки за спасяване на знамето.

## Между световните войни
През декември 1920 година в изпълнение на клаузите на Ньойския мирен договор полкът е реорганизиран в Трета пехотна бдинска дружина. През 1923 година участва в потушаване на Септемврийско въстание във Видинско и Ломско. През 1928 година полкът е отново формиран от частите на 3-та пехотна бдинска дружина и 6-а допълваща част, но до 1935 година носи явното название дружина.

## Втора световна война (1941 – 1945)
По време на Втората световна война (1941 – 1945) полкът първоначално е на Прикриващия фронт в района на Елхово (ноември 1940 – януари 1941), след което е в Скопие и Крушевац (април 1941 – юли 1942). В състава на полка влизат гвардейска дружина, както и 22-ри и 23-ти граничен участък. През септември 1944 година 3-ти пехотен бдински полк участва в боевете при Кула.

## Наименования
През годините полкът носи различни имена според претърпените реорганизации:
- Трети пеши бдински полк (1885 – 1892)
- Трети пехотен бдински полк (1892 – декември 1920)
- Трета пехотна бдинска дружина (декември 1920 – 1928)
- Трети пехотен бдински полк (1928 – 1944)

## Командири
Званията са към датата на заемане на длъжността.
| №  | звание                         | име                       | дати                                  |
| -- | ------------------------------ | ------------------------- | ------------------------------------- |
| 1. | Подполковник                   | Михаил Маслов             | 10 октомври 1884 – 13 септември 1885  |
| 2. | Капитан                        | Александър Фудулаки       | 13 септември 1885 – 23 септември 1885 |
| 3. | Капитан                        | Марин Маринов             | 23 септември 1885 – 5 ноември 1885    |
| 4. | Капитан                        | Георги Марчин             | 5 ноември 1885 – 1886                 |
| 5. | Капитан                        | Стефан Тошев              | 1886                                  |
|    | Майор (подполк. от 02.08.1891) | Симеон Караиванов         | 14 февруари 1890 – 16 октомври 1891   |
|    | Подполковник                   | Кънчо Кънчев              | 16 октомври 1891 – 1896               |
|    | Подполковник                   | Павел Христов             | 1894 – 1897                           |
|    | Полковник                      | Васил Делов               | 1897                                  |
|    | Полковник                      | Никола Рибаров            | към 1904, 1907                        |
|    | Полковник                      | Георги Тенев              | 1907 – 10 ноември 1912                |
|    | Полковник                      | Йордан Велчев             | от 10 ноември 1912 – януари 1913 (вр) |
|    | Полковник                      | Иван Петров               | от януари 1913                        |
|    | Полковник                      | Белю Христов              | до 4 ноември 1916                     |
|    | Полковник                      | Минчо Сотиров             | от 4 ноември 1916                     |
|    | Полковник                      | Димитър Попов             | неизв.                                |
|    | Полковник                      | Никола Бакърджиев         | пролетта 1920 – 1 април 1921          |
|    | Подполковник                   | Атанас Драгиев            | 1924 – 1926?                          |
|    | Полковник                      | Димитър Хаджиконстантинов | 1929                                  |
|    | Полковник                      | Рашко Бораджиев           | 1933 – 1935                           |
|    | Полковник                      | Любомир Босилков          | 1935                                  |
|    | Полковник                      | Георги Йорданов           | 1935                                  |
|    | Подполковник                   | Драгомир Сарафов          | 1935 – 1938                           |
|    | Полковник                      | Симеон Георгиев           | 1938 – 1940                           |
|    | Полковник                      | Никола Грозданов          | 10 август 1940 – 17 ноември 1940      |
|    | Подполковник                   | Георги Топалов            | от 17 ноември 1940                    |
|    | Подполковник                   | Никола Хараламбиев        | 1940 – 1942?                          |
|    | Полковник                      | Михаил Ангелов            | 1942 – 13 септември 1944?             |
|    | Подполковник                   | Симеон Инджев             | 1944 – 1945                           |
|    | Полковник                      | Никола Попов              | 1945 – 1946?                          |
|    | Полковник                      | Неделчо Гетов             | 1948                                  |

Други командири: Марин Куцаров, Янко Драганов, Петър Николаев, Стефан Тасев, Младен Чукурски